# Eke församling, Växjö stift
Eke församling var en församling i Eke socken i Växjö stift i nuvarande Växjö kommun. Församlingen uppgick 1793 i Dädesjö församling.
Kyrkan revs 1795.

## Administrativ historik
Församlingen har medeltida ursprung och uppgick 1793 i Dädesjö församling med vilken den ingått i pastorat.